# John Lecky
John Lecky, né le 29 août 1940 et mort le 25 février 2003, est un rameur canadien. Il participe aux Jeux olympiques d'été de 1960 dans l'épreuve du huit et remporte la médaille d'argent avec ses coéquipiers Donald Arnold, Walter D'Hondt, Nelson Kuhn, Lorne Loomer, Archibald MacKinnon, William McKerlich, Glen Mervyn et Sohen Biln.

## Palmarès

### Jeux olympiques
- Jeux olympiques de 1960 à Rome,  Italie
  -  Médaille d'argent.